# 科技預測
科技預測是指人類對未來科技發展的估計与猜测。這些估計通常都是按當時的科技發展作出推算。然而，由於科技的發展進度難以作出準確的估計，因此很多時候都很難完全準確，有時更會出現偏差。但是科技预测表明了人们对未来科技发展的美好向往，推动了科学技术的巨大发展。

## 現代的科技預測
2006年11月，科學期刊《新科學家》以慶祝創辦50年，邀請全球超過40名頂尖科學家，預測2056年的科技發展。當中的預測包括：
- 人類可與猴子及金魚說話
- 發現外星生物屍體
- 把火星作殖民地
- 人類器官由農場製造
- 發明令身體復原的藥物
- 破解宇宙起源及大爆炸之謎[1]

摩爾定律則預測半導體的發展，每18個月會將晶片的效能提高一倍（即更多的電晶體使其更快），是一種以倍數增長的觀測。

## 歷史上的科技預測
在歷史上，不少科學家甚至重要人物均作出科技預測，但甚少準確，不少為低估了科技的發展，也有對科技發展作出過於樂觀的估計。較著名的過去錯誤的科技預測計有：
- 1878年，美國電報公司西聯電報預測電話缺點太多，不能夠作為正式通訊工具
- 1901年，天文學家紐康認為機械不可能在空中飛行，因為機械重於空氣
- 1932年，著名科學家愛因斯坦指出，沒有證據顯示核能能夠被獲得，因為需要將原子分解
- 1936年，《紐約時報》估計火箭無法離開地球大氣層
- 1939年，英國首相邱吉爾推斷，核能不能製造大殺傷力的武器
- 1946年，電影製作人柴納克認為電視很快被淘汰，因為觀眾每晚盯著電視會很疲倦
- 1949年，科學期刊《大眾機械》預測，未來電腦重1.5噸，有1,000條真空管
- 1954年，美國國家癌病學院認為，吸煙在導致肺癌上只有無足輕重的角色
- 1957年，天文學家瓊斯稱人類登陸月球遙遙無期，並指太空旅行是癡心妄想
- 1965年，人工智能創始人西蒙預測，機器於1985年便可代替人類做任何事
- 1981年，微軟創辦人蓋茨估計，沒有人需要使用超過637KB的個人電腦